# 서혜
현비 서씨(賢妃 徐氏, 627년~650년)는 당나라 태종의 후궁이며,이름은 서혜(徐慧)이다.

## 생애
문인 집안에서 태어났으며, 어렸을 때의 별명이 '신동'이었다. 5개월 때 말을 하고 4살에 《모시》,《논어》를 읽었으며 8살에 글을 썼다. 서혜는 측천무후와 같은 날에 입궁을 하여 재인이 되었다. 서재인은 입궁 후에 글을 알았고 국가대사에 관심이 많았다. 그녀는 당태종이 공을 들여 나라를 다스리며 국운을 흥하게 느끼고 만족감을 느끼는 것을 알고는, "교만함과 조급함을 멀리하시며 나라를 세우기는 쉽지만 지키기는 어려우니 처음과 끝이 같아야합니다."라는 글을 올렸다. 이것을 본 태종은 마치 문덕황후를 보는 거 같다며 그녀를 총애했다. 이후 서씨는 5품 재인에서 3품 첩여를 거쳐 2품 9빈중의 하나인 충용의 봉작을 받았다. 정관 23년 당태종이 서거한 후 슬퍼하다가 병이 들어 사망했다. 사망을 한 뒤 현비(賢妃)로 추존되었다.